# François de Borchgrave d'Altena
François Henri Michel Walram, comte de Borchgrave d'Altena, né le 16 février 1835 à Marlinne et mort dans la même ville le 29 septembre 1902, fut un homme politique catholique belge.

## Biographie
Il fut administrateur de sociétés : SA d'Agriculture Industrielle et SA du Pont d'Argenteau. Membre du comité de Surveillance de la Banque nationale de Belgique, il fut chargé de missions spéciales en Suède, Bavière et Wurtemberg. Il fut élu conseiller communal et bourgmestre de Marlinne (1861-1902), conseiller provincial de la province de Limbourg (1862-1864), député de Waremme (1864-66), puis de Tongres (1868-1882, secrétaire de 1870 à 1874) et sénateur de l'arrondissement de Tongres (1882-1900), puis de Hasselt-Tongres-Maaseik (1900-1901).
Il fut fils de Guillaume (sénateur, officier, bourgmestre) (1774-1845) et de Marie van der Burch (1801-1837).
Il épousa en 1861 Caroline, vicomtesse de Spoelberch (1842-1917), avec laquelle il eut deux fils, Adolphe (1869-1941) et Camille (1870-1941), et une fille Louise, épouse de Édouard Jean de Rouillé.